# Ringelai
Ringelai je obec v německé spolkové zemi Bavorsko, leží v zemském okrese Freyung-Grafenau ve vládním obvodu Dolní Bavorsko. Žije zde přibližně 1 900 obyvatel.